# 2. ballada (Liszt)
Liszt Ferenc 2. balladája, az S.171-es jegyzékszámú zongoramű 1853-ban íródott. Nyomtatásban 1854-ben jelent meg, és az ajánlás Karl zu Leiningen grófnak szólt.

## A mű születése
A zenei balladát, a romantika tipikus egytételes, kötetlen jellegű zongoradarabját, Frédéric Chopin honosította meg a zenei műfajok sorában. Az ő nyomán Liszt is írt ilyet, 1845-ben (1. ballada). Ez az első a még zongoravirtuózi karrierjét gyakorló zeneszerző írta, a második azonban már Weimarban, a zongoraelőadói gyakorlatot tulajdonképpen már feladó, letelepedett Liszt írta. Ekkoriban komponálta híres, akkoriban meg nem értett h-moll szonátáját is (a 2. ballada alaphangneme szintén h-moll).
A 2. ballada kottája 1854-ben jelent meg a lipcsei Kistner kiadó gondozásában, az ajánlása pedig Karl zu Leiningen gróf, bajor politikusnak szólt, akinek a felesége Eugen von Wittgenstein hercegnek volt a húga (Liszt az 1. balladát Eugen von Wittgensteinnek ajánlotta, aki viszont Carolyne zu Sayn-Wittgenstein hercegnőnek szobrász unokaöccse volt).

## A zene
A ballada hangneme – akárcsak az akkoriban komponált nevezetes szonátáé – h-moll. Ez is jelentős műve Lisztnek, az 1. balladától fontosabb, a h-moll szonátához azért nem mérhető. Ütemezése 6/4-es, előírása Allegro deciso. Mindössze két témája van, amelyek közül a másodiknak visszafogott a szerepe.
A mély basszusban, a bal kéz által játszott hullámzó kromatikus motívum fölött szólal meg erőteljesen – és szintén a mély regiszterekben – a balladai, elbeszélő hangú főtéma. Ennek a résznek a Liszt általi előadásáról August Göllerich, Liszt tanítványa, maga is neves zongorista és karmester, Liszt életének krónikása, az jegyezte fel 1884-ben, hogy „a bal kéz motívumot hömpölygőn, szélesen játszotta, dús hanggal és pedállal.” A rendhagyó expozícióban a főtéma második változata következik Fisz-dúrban, 4/4-essé, finoman líraivá alakítva, majd ugyanezt megismétli kissé lejjebb, b-mollban, majd F-dúrban. Egy hosszabb átvezetés jellegű, gyors, egyre feszültebbé váló rész, majd a megnyugvást követően a második téma következik, D-dúrban, Cantando (énekelve). A kidolgozásban ismét a főtéma tér vissza gisz-mollban, majd megint egy expresszív, viharos c-moll rész következik, csak ezután kapja meg feldolgozás-karakterét. Ismét a második téma jön H-dúrban, ami egyben már a visszatérés kezdete. A Ft/b immár harmadszori megjelenése után újra a főtéma következik, mégpedig az eredeti, bemutatkozó formájában. A kóda nagyszabású finálé, de a darab mégis lírai hangulatban, finoman halkulva, a főtéma dolce változatával fejeződik be.